# Nephthyigorgia annectans
Nephthyigorgia annectans is een zachte koraalsoort uit de familie Nidaliidae. De koraalsoort komt uit het geslacht Nephthyigorgia. Nephthyigorgia annectans werd in 1909 voor het eerst wetenschappelijk beschreven door Thomson & Simpson. 